# أوراهارا
أوراهارا (باليابانية: うらはら، بالروماجي: Urahara) هو مسلسل أنمي ياباني تلفزيوني مقتبس من سلسلة ويب كومكس من تأليف باتريك ماسياس [الإنجليزية]
ورسم موغي تاناكا. ومن إنتاج استوديو إي إم تي سكويريد واستوديو شيروغومي، عرض الأنمي في 4 أكتوبر عام 2017 واستمر عرضه حتى 20 ديسمبر عام 2017، وتكون من 12 حلقة.

## القصة
تدور أحداث القصة عن ثلاث فتيات في المدرسة الثانوية، يفتتحن متجر اسمه "بارك" في حي هاراجوكو في اليابان. في أحد الأيام يأتي الفضائيون إلى الأرض بنية سرقة ثقافة المنطقة. تتحد الفتيات الثلاث معًا لهزيمة الفضائيين وحماية متجرهن.

## الأداء الصوتي
| الشخصية            | الأداء الصوتي            |
| ------------------ | ------------------------ |
| ريتو سودو          | لونا هارونا [الإنجليزية] |
| ماري شيواكو        | سوميري أويساكا           |
| كوتوكو واتاتسوموغي | ماناكا إيوامي            |
| إيبيفورويا         | ياسونوري ماتسموتو        |
| ميسا مارونو        | كوكوا أمانو              |
| إيبي               | ياسونوري ماتسموتو        |
| سايومين            | ريهو إيدا [الإنجليزية]   |

## وصلات خارجية
- الموقع الرسمي باللغة اليابانية
- أوراهارا على موقع IMDb (الإنجليزية)
- أوراهارا على موقع قاعدة بيانات الفيلم (الإنجليزية)